# Улица Куйбышева (Улан-Удэ)
У́лица Ку́йбышева (бур. Куйбышевэй гудамжа) — улица исторического центра города Улан-Удэ.
Прежние названия — Троицкая, Милицейская.

## География улицы
Длина — 1800 метров. Улица идёт с запада на восток от Селенгинской набережной у Центрального стадиона Республики Бурятия до соединения с улицами Борсоева и Воровского вблизи Транссибирской магистрали. Нумерация домов производится от набережной Селенги. В центральной части, при пересечении с улицей Балтахинова, улица Куйбышева в последние годы значительно перестроена — возведена транспортная развязка, проезд осуществляется по виадуку над улицей Балтахинова. Фактически, улица делится на западную часть, расположенную на равнинной местности от набережной до Балтахинова, и восточную нагорную, где находятся Бурятский драматический театр, Горсад и Свято-Троицкая церковь. Улица Куйбышева пересекается со всеми улицами центральной части города, идущими в направлении север — юг, участок от улицы Борсоева до транспортной развязки у центрального рынка является одной из главных магистралей Улан-Удэ.

## История улицы

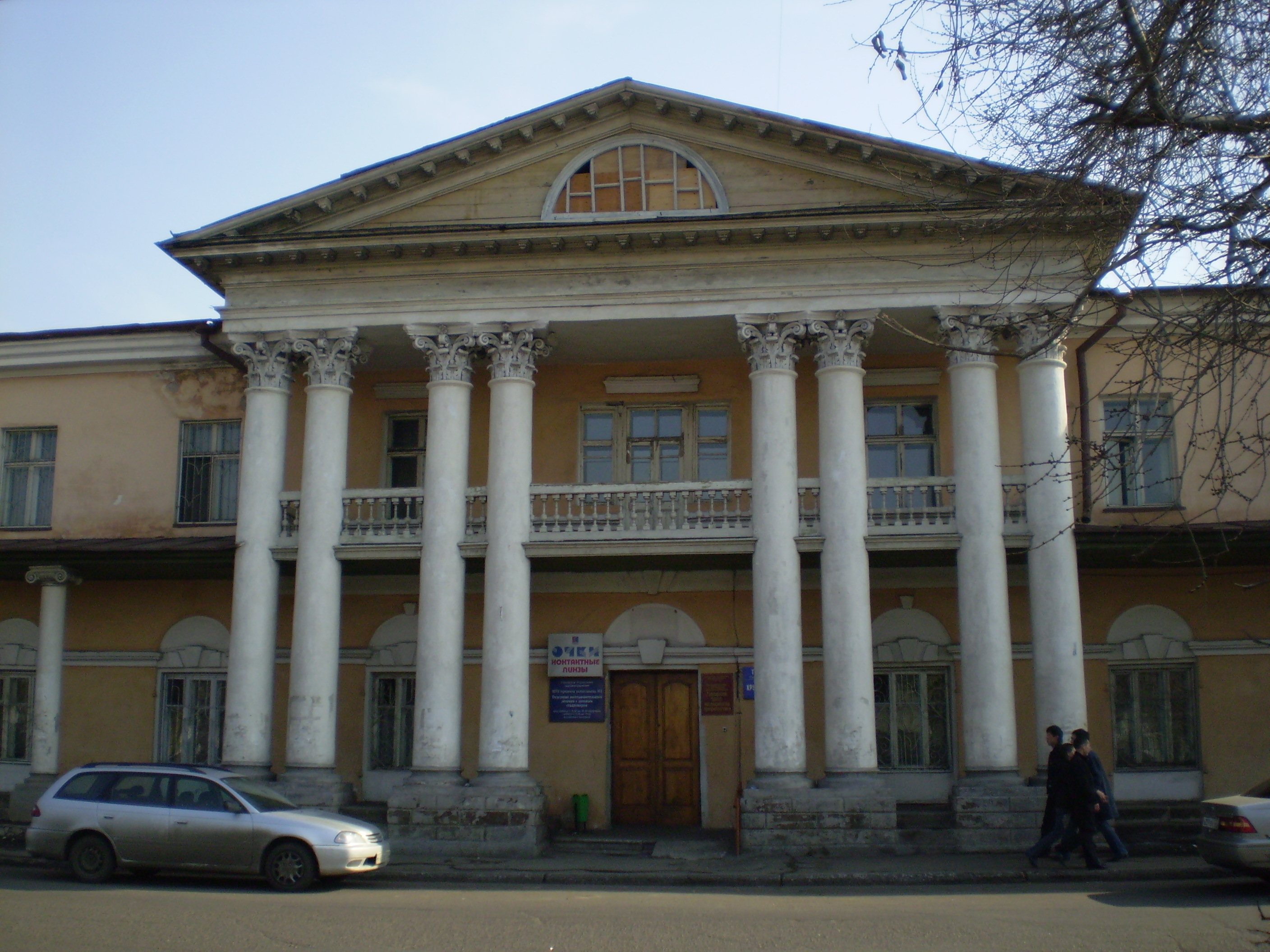
Центральная часть торговых рядов Курбатова

### XVIII—XIX века
В 1770 году началось строительство деревянной кладбищенской Свято-Троицкой церкви. Улица, ведущая от набережной Селенги к церкви стала называться Троицкой. В конце XVIII века по этой улице проходила северная граница города Верхнеудинска.
С 1780 года в городе проводится Верхнеудинская ярмарка. В 1791 году на Базарной площади по северной стороне Троицкой улицы были построены деревянные гостиные ряды. В 1820-х годах напротив уже каменного Гостиного двора купец М. К. Курбатов построил свои торговые ряды. До 1950-х годов торговые ряды Курбатова использовались по прямому назначению. В настоящее время в них располагается городская поликлиника № 1.
В 1860 году начинает работать Верхнеудинская женская гимназия. Её здания не сохранились. Теперь на этом месте находится республиканский Художественный музей имени Ц. С. Сампилова (ул. Куйбышева, 29); архитектор В. И. Кулеш, разработка интерьеров — архитектор А. П. Яковлев.
В здании № 26 в 1880—1890-е годы работала городская больница на 50 коек, содержавшаяся за счёт средств городской управы. В больнице работал врач и один фельдшер. Часто количество больничных мест сокращалось до 30 и менее. Лечение было платным. В настоящее время в здании находится Управление внутренних дел города Улан-Удэ.
На пересечении улиц Ленина (дом № 20) и Куйбышева располагалась усадьба купца Я. А. Немчинова, занимавшая территорию до современной улицы Свердлова. Ранее усадьба Немчинова принадлежала купчихе Ф. Новиковой. Деревянные постройки усадьбы сгорели во время пожара 1878 года. Пострадало и главное здание усадьбы, построенное в первой половине XIX века. Ремонт здания осуществлялся по проекту Н. А. Паува (1881) .
Напротив этой усадьбы находится дом купца Адрияна Титова (ул. Ленина, дом № 11), построенный в 1795 году и являющийся одним из первых частных каменных зданий города. В настоящее время здесь находится детский сад «Колобок».

### XX век
Постановлением горсовета Верхнеудинска от 21 октября 1923 года Троицкая улица в честь юбилея милиции была переименована в Милицейскую.
6 мая 1924 года постановлением № 33 Городской исполком обязал владельцев и арендаторов домов по улицам Ленинской, Юного Коммунара, Монгольской, Коммунальной и Милицейской высадить деревья у своих домов.
С 1925 года в доме № 26 располагалось правление Селенгинского государственного речного пароходства.
В начале 1937 года началось строительство авиаремонтного завода № 99. Администрация завода располагалась в доме № 18.
14 мая 1940 года по адресу ул. Куйбышева, дом № 14, начал работать Улан-Удэнский театр юного зрителя.

### XXI век
7 августа 2022 года по адресу ул. Куйбышева 19 открылся музей СССР.

## Памятники архитектуры

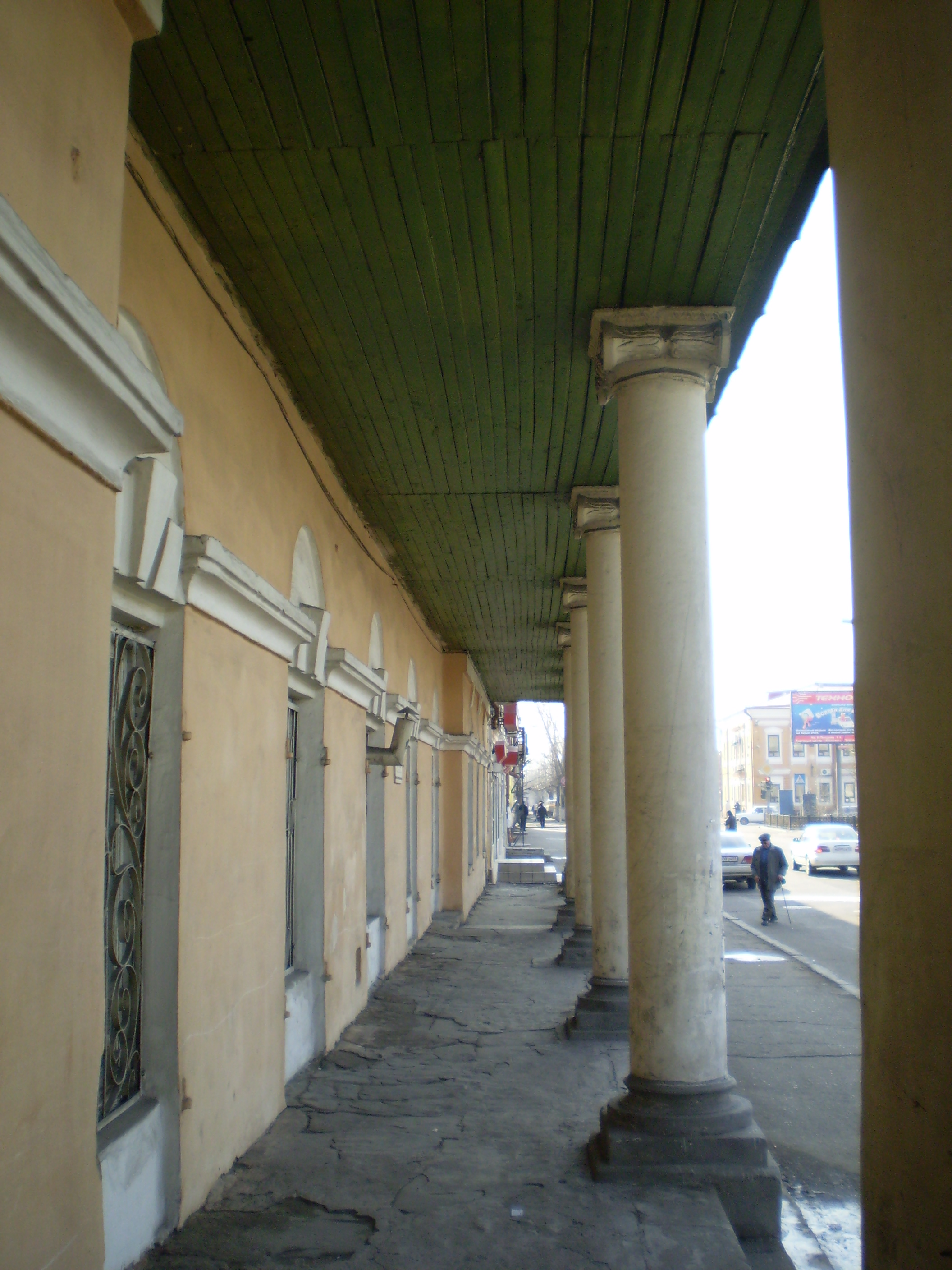
Торговые ряды Курбатова

На улице находятся памятники архитектуры:
- Усадьба мещанина Н. А. Бурлакова. Ул. Куйбышева, 10
- Торговые ряды купца Курбатова. Ул. Куйбышева, 18
- Свято-Троицкая церковь. Ул. Куйбышева, 37

### Торговые ряды М. К. Курбатова
Построены в начале 1820-х годов в стиле русского классицизма. Средняя часть здания изначально было двухэтажной. Верхний этаж использовался под жилые комнаты, нижние — под торговые лавки. Сдавались в наём 16 лавок. Габариты плана здания 70х20 метров.
Крытая галерея по главному фасаду. Восьмиколонный коринфский портик.
Автор проекта неизвестен. Строительство велось, вероятно, без авторского надзора. Стены выложены из кирпича, фундамент — бутовый камень. Колонны ионического ордера из цельных стволов лиственницы, диаметром 42 см.
В конце 1950-х годов одноэтажную часть здания надстроили. Автор проекта реконструкции А. Р. Вампилов. Проект 1957 года. Надстройка существенно изменила архитектурную композицию здания.

## Известные жители улицы
Метелица, Семён Борисович — поэт, прозаик, драматург и переводчик; жил в доме № 21.